# コスモス1669号
コスモス1669号（ロシア語: Космос-1669）は1985年7月19日に打ち上げられたプログレス補給船。サリュート7号への補給活動に使用され、バージョンはプログレス7K-TG、シリアル番号は126。

## 飛行記録
1985年7月19日13時5分（GMT、以下同）、バイコヌール宇宙基地のSite 1/5からソユーズ-Uロケットによって打ち上げられた。同月21日15時5分にサリュート7号にドッキングした。8月28日にドッキングを解除してステーションから離れた後、ドッキング機構の信頼性テストのため再びドッキングした後、同日21時50分にドッキングを解除した。8月30日に軌道を離脱し、1時20分に太平洋上にて大気圏再突入を果たした。
コスモス1669号は、トラブルを起こしていたサリュート7号が復旧された後に到着した初の補給機であった。サリュート7号が停止されていた間の低温で損傷して使えなくなった宇宙服と交換するため、新しい宇宙服を輸送した。またサリュート計画における最後のプログレスでもあり、以降サリュート7号への補給ミッションにはTKS補給船が使用された。プログレス補給船が使用された次のミッションはミールへのプログレス25である。

## コスモス
コスモスの番号は主に軍事用、試験用、および失敗した宇宙機に割り振られる。2011年の時点でコスモス1669号はプログレス補給船の中で唯一コスモスの番号が当てられている。これはコスモス1686号と呼ばれたTKS補給船と混同してしまった誤りか、もしくは打上げ直後に機体の制御を失い、コスモスの番号が割り当てられた後に機体が復帰したため、かもしれないと言われている。また今後のプログレスミッションに使用されうる改良点を試験するために使用されたため、コスモスの番号が当てられた可能性もある。この機体はプログレス由来の新型であったと報じている報道機関も存在する。
当初は上記のように想像されていたが、実際は、この補給船に搭載されていた自動ランデブー・ドッキングシステムIgla用のアンテナ展開が出来ず、打上げ直後にミッションは失敗したと思われてコスモス1669号の名前が付けられた。しかしこれはアンテナ展開用のセンサトラブルが原因であり、実際にはアンテナは展開されていたため、予定通りドッキングすることができた。